# Martin Walser
Pour les articles homonymes, voir Walser.
Martin Walser, né le 24 mars 1927 à Wasserburg (Bavière) et mort le 26 juillet 2023 à Überlingen (Bade-Wurtemberg), est un écrivain allemand. 
Il est connu par sa description des conflits intérieurs de l'anti-héros. Il passe, au même titre que Günter Grass et Heinrich Böll, pour l'un des grands romanciers allemands post Seconde Guerre mondiale, même s'il n'a jamais atteint la notoriété internationale de ces deux derniers. Il s’affirme comme le maître de la description des microcosmes petits-bourgeois, dont il est lui-même issu.

## Biographie
Ses parents s'occupaient d'une auberge à Wasserburg. Le milieu de son enfance est décrit dans le roman Ein springender Brunnen.
De 1938 à 1943, il va à l'école à Lindau et est enrôlé comme aide à la défense anti-aérienne.
Selon des documents du fichier central du Parti nazi, il aurait adhéré à ce dernier le 30 janvier 1944.
Il vit la fin de la guerre comme soldat dans la Wehrmacht. Après la guerre il passe le baccalauréat à Lindau puis étudie la littérature, l'histoire et la philosophie à Ratisbonne et à Tübingen.
Il obtient en 1950 un doctorat (promotion Friedrich Beißner) avec une thèse sur Franz Kafka (Beschreibung einer Form)  (ISBN 3-518-38391-4).
Durant ses études, il travaille comme reporter pour la Süddeutscher Rundfunk (SDR) et écrit des Hörspiele (pièces radiophoniques). En 1950, il épouse Katharina « Käthe » Neuner-Jehle, avec qui il a quatre filles : Franziska, Alissa, Johanna et Theresia.
À partir de 1953 Walser est régulièrement invité aux réunions du Groupe 47 qui le distingue en 1955 pour le récit "Templones Ende".
Son premier roman, Quadrille à Philippsburg (Ehen in Philippsburg), paraît en 1957 et connaît un grand succès. À partir de ce moment, Martin Walser vit de sa plume avec sa famille près du lac de Constance.
Dans les années 1960, Martin Walser se prononce comme beaucoup d'autres intellectuels allemands pour le vote en faveur de Willy Brandt au poste de chancelier fédéral. Il s'engage contre la guerre du Viêt Nam et est, dans les années 1970, sympathisant du Parti communiste allemand (DKP) dont il ne sera cependant jamais membre.
Sa mise à l'écart par les intellectuels de gauche, alors même que Martin Walser a longtemps été considéré comme un des leurs, devient protestation véhémente, lorsque, à l'occasion de la remise du Prix de la paix des libraires allemands le 11 octobre 1998 dans l'église Saint-Paul de Francfort, il prononce un discours dans lequel il rejette l'« instrumentalisation de l'Holocauste. » Le temps est venu, selon lui, de « tourner la page d’Auschwitz ». Les explications orales compliquées de Walser peuvent être interprétées ainsi : il se sent profondément touché par les crimes nazis, mais, selon lui, la répétition constante des représentations de ces crimes en banalise l'horreur. C'est pourquoi il s'oppose à la « remise à neuf » répétée des camps de concentration. Dans un débat particulièrement animé, Ignatz Bubis réplique à ces critiques qu'elles ouvrent la voie à la banalisation voire au négationnisme des crimes nazis puisque les véritables révisionnistes, qui se focalisent sur ce thème explosif, pourraient désormais s'appuyer sur lui. Walser leur répond qu'il ne s'attendait pas à une instrumentalisation politique de son opinion personnelle et qu'il n'avait exprimé que des sentiments par essence subjectifs. Il ajoute que si tout est interprété à l'aune de l'Holocauste, l'écriture n'est plus qu'« un slalom au milieu du politiquement correct ».
En 2002, dans Mort d'un critique (Tod eines Kritikers), Martin Walser s'attaque violemment au critique littéraire le plus puissant d'Allemagne, Marcel Reich-Ranicki, juif rescapé du ghetto de Varsovie. Il s'ensuit un scandale où se mêlent accusations d'antisémitisme, une guerre entre journaux et un bras de fer entre deux personnalités. Un écrivain, à plus forte raison membre du Parti nazi, a-t-il le droit de s'attaquer au critique le plus célèbre d'Allemagne, ancien chef de la section culturelle du plus prestigieux quotidien, animateur d'une émission littéraire à la télévision, allemand depuis un demi-siècle ? Dès sa sortie, le roman défraie la chronique. Il ne se passe pas un jour sans que les pages culturelles des journaux ne prennent position pour ou contre le livre. Sans même d'ailleurs qu'il ait été lu puisqu'il existait seulement quelques exemplaires des épreuves. Martin Walser s'est-il laissé aller à utiliser des clichés antisémites en mettant en scène, sous le nom transparent d'André Ehrl-König, Marcel Reich-Ranicki ? Oui, a répondu sans hésitation Frank Schirrmacher, chef de la section culturelle du Frankfurter Allgemeine Zeitung (FAZ), qui a déclenché la polémique. Le 29 mai – alors que la sortie du livre n'était prévue que pour la fin août – Frank Schirrmacher envoie une lettre ouverte à Martin Walser pour l'informer que, contrairement à la tradition, ce livre ne sera pas publié en feuilleton dans la FAZ, à cause des « clichés antisémites » qu'il contiendrait : « Ce roman est une exécution, un règlement de comptes, un document de haine », écrit-il. Commence alors une bataille d'Hernani à l'allemande. Le FAZ multiplie les témoignages de soutien à Marcel Reich-Ranicki, prédécesseur de Schirrmacher au FAZ. Les journalistes du quotidien concurrent, le Süddeutsche Zeitung de Munich, font corps derrière Walser, tant pour des raisons honorables – les journalistes de ce journal libéral ne décèlent aucun relent d'antisémitisme dans Mort d'un critique – que pour des raisons plus prosaïques : plusieurs d'en eux ayant quitté peu avant le FAZ pour le Süddeutsche, ils sont les agents d'une compétition féroce entre les deux journaux.
Martin Walser meurt le 26 juillet 2023
 à Überlingen (Bade-Wurtemberg).

## Œuvres
Liste partielle
- Histoires pour mentir, nouvelles traduites de l'allemand par Anne Gaudu et Raymond Barthe, Gallimard, 1971 (Ein Flugzeug über dem Haus, 1955)
- Quadrille à Philippsburg, roman traduit de l'allemand par Gaston Floquet, Plon, 1959 (Ehen in Philippsburg, 1957)
- Halbzeit (1960)
- Der Abstecher, schauspiel (1961)
- Chêne et Lapins angora. Une chronique allemande, pièce de théâtre traduit de l'allemand par Gilbert Badia, Gallimard, 1969 (Eiche und Angora-Eine deutsche Chronik, 1962)
- Die Zimmerschlacht, pièce de théâtre (1962/1963 et 1967)
- Überlebensgroß Herr Krott, Requiem für einen Unsterblichen (1964)
- Le Cygne noir, pièce de théâtre traduit de l'allemand par Gilbert Badia, Gallimard, 1968 (Der schwarze Schwan, 1964)
- La Licorne, roman traduit de l'allemand par Magda Michel, Gallimard, 1969 (Das Einhorn, 1966)
- Fiction, traduit de l'allemand par Marie-Louise Audiberti, Gallimard, 1972 (Fiction, 1970)
- Un jeu d'enfants, pièce en 2 actes, texte français de Bernard Lortholary, Gallimard, 1972 (Ein Kinderspiel, 1970)
- Je ne sens pas bon, roman traduit de l'allemand par Marie-Louise Audiberti, Gallimard, 1976 (Die Gallistl’sche Krankheit, 1972)
- Der Sturz (1973)
- Das Sauspiel, drame (1975)
- Au-delà de l'amour, roman traduit de l'allemand par Bernard Kreiss, Gallimard, 1978 (Jenseits der Liebe, 1976)
- Un cheval qui fuit, recueil de nouvelles traduit de l'allemand par Bernard Kreiss, Gallimard, 1980 (Ein fliehendes Pferd, 1978)
- Travail d'âme, roman traduit de l'allemand par Bernard Kreiss, Gallimard, 1981 (Seelenarbeit, 1979)
- La Maison des cygnes, roman traduit de l'allemand par Bernard Kreiss, Gallimard, 1982 (Das Schwanenhaus, 1980)
- Selbstbewußtsein und Ironie, vorlesungen (1981)
- Lettre à Lord Liszt, roman traduit de l'allemand par Hélène Belletto, Édition Robert Laffont, 1985 (Brief an Lord Liszt, 1982)
- Ressac, roman traduit de l'allemand par Hélène Belletto, Édition Robert Laffont, 1987 (Brandung, 1985)
- Der Halbierer (1985)
- Wolf et Doris, roman traduit de l'allemand par Hélène Belletto, Édition Robert Laffont, 1988 (Dorle und Wolf, 1987)
- La Chasse, roman traduit de l'allemand par Christian Richard, Édition Robert Laffont, 1991 (Jagd,1988)
- Nero läßt grüßen oder Selbstporträt des Künstlers als Kaiser, monodrame (1989)
- Dorn ou Le musée de l'enfance, roman traduit de l'allemand par Hélène Belletto, Édition Robert Laffont, 1992 (Die Verteidigung der Kindheit, 1991)
- Les Uns sans les autres, roman traduit de l'allemand par Michel et Susi Breitman, Édition Robert Laffont, 1994 (Ohne einander, 1993)
- Kaschmir in Parching (1995)
- La Guerre de Fink, roman traduit de l'allemand par Michel Cadot, Hachette, 1998 (Finks Krieg, 1996)
- Une source vive, roman traduit de l'allemand par Évelyne Brandts, Éditions Robert Laffont, 2001 (Ein springender Brunnen, 1998)
- Der Lebenslauf der Liebe (2000)
- Mort d'un critique, roman traduit de l'allemand par Sylvie Taussig, Éditions des Syrtes, 2006 (Tod eines Kritikers, 2002)
- Der Augenblick der Liebe (2004)
- Die Verwaltung des Nichts, essais (2004)
- Vivre et écrire - Journal 1951-1962 (2005)

## Prix et distinctions
- Prix du Groupe 47 1955
- Prix Hermann Hesse 1957
- Prix Gerhart Hauptmann 1962
- Schiller-Gedächtnis-Förderpreis 1965
- Membre de l'Académie des arts de Berlin[5] 1975
- Prix du souvenir Schiller 1980
- Prix Georg-Büchner 1981
- Commandeur de l'ordre du Mérite de la République fédérale d'Allemagne 1987
- Grand prix de littérature de l'Académie bavaroise des beaux-arts 1990
- Médaille Carl Zuckmayer 1990
- Prix Ricarda Huch 1990
- Prix Franz-Nabl 1993
- Distinction dans l'ordre "Pour le Mérite" 1993
- Grand officier de l'ordre du Mérite de la République fédérale d'Allemagne 1994
- Prix Friedrich-Hölderlin de la ville de Bad Hombourg, 1996
- Prix de la paix des libraires allemands, pour l'ensemble de son œuvre 1998
- Prix de la littérature alémanique 2002
- Prix Friedrich-Nietzsche 2015

## Hommages

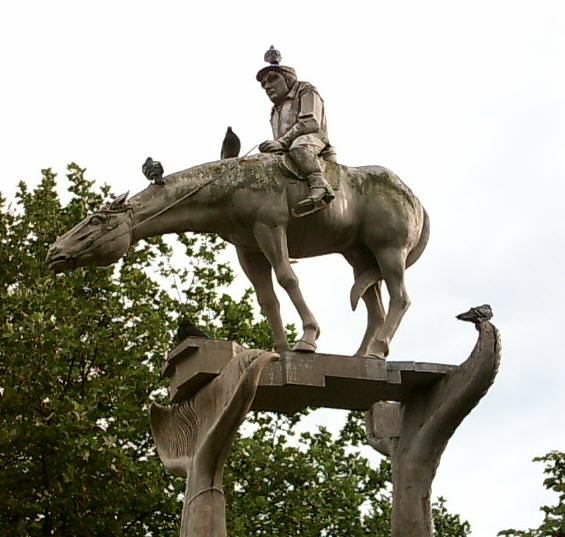
Fontaine de Peter Lenk à Überlingen

Walser est représenté sur une fontaine de Peter Lenk à Überlingen.